# Cissus zombitsy
Cissus zombitsy är en vinväxtart som beskrevs av Desc.. Cissus zombitsy ingår i släktet Cissus och familjen vinväxter. Inga underarter finns listade i Catalogue of Life.